# 120º Battaglione fanteria d'arresto "Fornovo"
Il 120º Battaglione fanteria d'arresto "Fornovo" è un reparto dell'Esercito Italiano e, con la denominazione 120º Reggimento fanteria "Emilia", lo è stato del Regio Esercito.

## Storia

### Prima guerra mondiale
Il 120º Reggimento fanteria fu costituito a Ravenna (dal Deposito del 28º Reggimento) nel marzo del 1915 per costituire, con il 119º, la Brigata "Emilia", partecipando alla prima guerra mondiale inizialmente (dal 24 maggio 1915) nella zona di Planina-Korada. Il 22 giugno dello stesso anno oltrepassa l'Isonzo e dopo un'aspra battaglia conquista Globna, ricevendo per questa azione una medaglia di bronzo al valor militare. E dall'11 luglio viene schierato sul monte Nero.
Nel 1916 il Reggimento viene temporaneamente inquadrato nella Divisione bersaglieri, operando a Solje. Ai primi del 1917 viene trasferito nella zona di Gorizia, dove il 31 agosto riesce a conquistare Grazigna di Gorizia.
Dopo Caporetto, il 120º è costretto a ripiegare, sempre combattendo, sino a Fossalta di Piave.
Nel 1918, il 15 giugno, il Reggimento si distingue ancora in battaglia, a Porte di Salton, respingendo reiterati attacchi di "soverchianti masse nemiche" e per questo ricevendo una medaglia d'argento al valor militare.
Al termine della guerra, il 120º viene sciolto, per essere poi ricostituito il 15 ottobre 1941, a cura del deposito del 94º Reggimento fanteria.

### Seconda guerra mondiale
Il 1º dicembre 1941 il 120º viene inquadrato nella 155ª Divisione fanteria "Emilia" e inviato con compiti di presidio e controguerriglia in Jugoslavia, nella zona di Castelnuovo di Cattaro.
Nel 1943, dopo l'8 settembre, il Reggimento difende con grande tenacia dagli attacchi tedeschi la città di Cattaro (14-15 settembre). Il I Battaglione del Reggimento si sacrifica per consentire ad una parte della Divisione Emilia di imbarcarsi e raggiungere le coste pugliesi. Per questa azione la bandiera di Guerra del Reparto fu decorata da una seconda medaglia di bronzo al valor militare.
Il resto della Divisione "Emilia" fu in parte catturato dai tedeschi e in parte andò a costituire un battaglione (il Biela Gora) che riuscì a unirsi alla Divisione alpina "Taurinense", che, unitasi alla Divisione "Venezia" andò a costituire una Brigata Garibaldi che combatté il resto della guerra al fianco dei partigiani jugoslavi.
Il generale Carlo Alberto dalla Chiesa effettivo al 120° con il grado di sottotenente partecipò per dieci mesi all'occupazione del Montenegro meritando due croci di guerra al valore prima di transitare nel 1942 nell'Arma dei Carabinieri.
La parte del Reggimento rientrata in Italia viene riordinate nel Salento per essere poi provvisoriamente sciolto a fine mese e ricostituito nel dicembre 1943, sempre nel Salento.
Trasferito a Napoli nel giugno del 1944 è infine definitivamente sciolto il 30 giugno 1945.

### Dal dopoguerra a oggi

Fregio dell'Arma di Fanteria dell'Esercito Italiano (usato per la Fanteria di Linea)

Nel 1976, bandiera, insegne, tradizioni, motto e mostrine (ma non il nome "Emilia") vengono passate in "eredità" al neocostituito 120º Battaglione di fanteria d'arresto "Fornovo", di stanza nella caserma "Vittorio Nadalutti" a Ipplis di Premariacco, inquadrato nella Brigata meccanizzata "Isonzo", parte della Divisione meccanizzata "Mantova". Proprio nel 1976 il Battaglione si distinse nel soccorso alle popolazioni terremotate ricevendo una medaglia di bronzo al valore dell'Esercito.
Dal 1976 ha presidiato anche l'opera difensiva presso la galleria di Purgessimo.
Nel 1986, sciolte le Divisioni, il 120º Battaglione "Fornovo" fu inquadrato nella Brigata meccanizzata "Garibaldi".
Il 30 novembre 1991 il Battaglione viene definitivamente sciolto. La bandiera di Guerra è custodita, come tutte quelle delle unità soppresse, al Vittoriano.

## Campagne di guerra
- 1915-1918, prima guerra mondiale
- 1940-1943, seconda guerra mondiale
- 1943-1945, Liberazione

## Caduti
- Ufficiali: 26
- Sottufficiali e militari di truppa: 278

## Onorificenze

### A Militari

#### Medaglie d'oro al valor militare
5
- Cap. f. Rapino Pantaleone, comandante del I battaglione - alla memoria (15 giugno 1918)
- Cap. cpl. Bruno Edmondo Arnaud, comandante compagnia fucilieri - alla memoria (18 settembre 1943)
- Cap. cpl. Arturo Maira, comandante compagnia mitraglieri - alla memoria (9-18 settembre 1943)
- Ten.Col. spe Giuseppe Manzelli, comandante interinale del Reggimento - (9-16 settembre 1943)
- S.Ten cpl. Paolo Vannucci (militare), comandante plotone mitraglieri - alla memoria (9-18 settembre 1943)

#### Medaglie d'argento al valor militare
54 (25 a ufficiali; 29 a militari di truppa)

#### Medaglie di bronzo al valor militare
50

## Comandanti

### 1915-18
- Col. Adolfo Cerillo (dal 24 maggio al 30 settembre 1915)
- Col. Luigi Baldi (dal 1º ottobre 1915 all'8 novembre 1916)
- Col. Abele Piva (dal 9 novembre 1916 al 2 luglio 1917)
- Col. Annibale Enrico (dal 3 luglio 1917 al 20 settembre 1917)
- Col. Giovanni Bonino (dal 21 settembre 1917 al termine della guerra)

### 1941-45
- Col. Priamo Pasquini
- Ten. col. Giuseppe Manzelli (ad interim)
- Col. Giuseppe Bartalini
- Col. Decio de Lis Gigli

## Persone legate al battaglione
- Arrigo Boldrini
- Riccardo Fedel
- Pantaleone Rapino
- Carlo Alberto dalla Chiesa, il quale, prima dell'arruolamento nell'Arma dei Carabinieri, servì nel Reggimento quale Sottotenente di complemento durante la seconda guerra mondiale, nell'ambito delle operazioni svolte in teatro balcanico.